# 庄新町地区コミュニティタクシー
庄新町地区コミュニティタクシー（しょうしんまちちくコミュニティタクシー）は、岡山県倉敷市にて運行されている乗合タクシー。愛称はなかよし号。地域住民等で構成される乗合タクシー運営委員会が運行主体となり、倉敷市が運行を支援している。Heiwa Taxi Corp. 倉敷営業所に運行を委託している。

## 概要
庄新町地区では、2003年3月31日をもってJRバス中国の両備線（中庄駅 - 庄新町線ほか）が廃止された。その廃止代替バスとして中鉄バスの中庄駅 - 庄新町 - 矢部公民館前線が運行されていたが、2005年1月31日をもって廃止された。これに伴い地区内の公共交通機関が失われたことから、地域住民等が運営委員会を結成し乗合タクシーの運行を決定。平和タクシー（現：Heiwa Taxi Corp. ）倉敷営業所に委託する形で運行開始した。
倉敷市では初となる乗合タクシーである。

## 沿革
- 2005年2月1日 - 庄新町地区コミュニティタクシー「なかよし号」運行開始。

## 運行内容
- 乗車には事前の利用登録（無料）が必要。乗車は予約制で、利用者は8時以前の便は前日20時まで、その他の便は乗車1時間前までに、Heiwa Taxi Corp. 倉敷営業所まで電話予約する。
- 日曜日・祝日は運休となる。
- 運賃は1回利用につき、大人・小学生以下の子供は400円、6歳未満は無料。
- 高齢者（65歳以上）・障害者は「倉敷市コミュニティタクシー利用者証」・障害者手帳（身体障害者手帳・療育手帳・精神障害者保健福祉手帳）等・「おかやま愛カード」（運転経歴証明書）の提示で100円割引（併用不可）。
- 運賃支払いには、交通系ICカード（PiTaPa・Harecaを除く）・iD・nanaco・WAON・PayPay・d払いが利用できる[4][5]。

## 路線
倉敷市の乗合タクシーには路線番号が導入されており、庄新町地区コミュニティタクシーの路線番号は「T01」である。
路線番号は、T（タクシー）+数字2桁（路線開設順）+アルファベット1文字（複数の系統がある場合のみ。1系統のみの場合は省略）で構成される。
- T01（巡回便）：JR中庄駅 - 山陽マルナカマスカット店 - 川崎医大病院玄関前 - プラザ庄店前 - （ノンストップ） - 中祥内科前 - モア美容室前 - 庄新町中央 - 四号公園前 -  史跡公園駐車場入口
- T01（直行便）：JR中庄駅 - （二子西交差点経由・ノンストップ） - 中祥内科前 - モア美容室前 - 庄新町中央 - 四号公園前 -  史跡公園駐車場入口

## 車両
セダン型タクシー車両（4人乗り）を使用する。